# 马鲁帝县
马鲁帝县（英語：Marudi District）是砂拉越美里省下辖的一个县，人口约有6.4万（2010数据）。

## 历史
在19世纪前，巴南县（Baram District）（现今是马鲁帝县）县是属于文莱王朝的版图。由于当时文莱王朝收税过重使到当地的加央族和肯雅族不满其政权，最终于1874年爆发了暴动。在1882年6月19日，巴南县被交与布鲁克王朝。为了巩固新的统治区，当时布魯克王朝特别派出了克劳德先生（Claude de Crespingy）出任省长一职。在1899年省长贺斯首次举行每两年举行一次的巴南划龙舟比赛(Baram Regatta)，是为了解决当时土著间的争执同时配合和平协约的签署。在1901年，在县里建筑了一座堡垒叫做贺斯堡垒（Fort Hose）。当时的行政中心是克劳德镇（Claude Town），即是现今的马鲁帝镇，而在1912年转移至美里市。

## 行政区划

马鲁帝县地图

马鲁帝县总面积有22,069平方公里，下分两个副县：柏鲁鲁副县（Beluru Sub-District）和弄拉玛副县（Long Lama Sub-District）。2015年重划后下分姆禄副县，其余两个副县则升格为县。
| 马鲁帝 | 马鲁帝 | 1,157    | 22,069.00 | 64,018 |
| 马鲁帝 | 柏鲁鲁 | 1,612.47 | 22,069.00 | 64,018 |
| 马鲁帝 | 弄拉玛 | 19,300.3 | 22,069.00 | 64,018 |